# Ward County (Severní Dakota)
Ward County je okres ve státě Severní Dakota v USA. K roku 2020 zde odhadem žilo 69 919 obyvatel. Správním městem a zároveň největším sídlem okresu je Minot. Celková rozloha okresu činí 5 330 km². Jméno získal podle předsedy komise pro okresy ze sněmovny reprezentantů Marka Warda.

## Sousední okresy
| Růžice kompasu | Burke County     | Renville County              |                | Růžice kompasu |
| Růžice kompasu | Mountrail County | Sever                        | McHenry County | Růžice kompasu |
| Růžice kompasu | Mountrail County | Ward County (Severní Dakota) | McHenry County | Růžice kompasu |
| Růžice kompasu | Mountrail County | Jih                          | McHenry County | Růžice kompasu |
| Růžice kompasu | McLean County    |                              |                | Růžice kompasu |